# 수바다이 칸
수바다이 자사그투 칸(Субадай засагт хан) 혹은 수바타이 자사그투 칸(Субантай засагт хан, ? ~ 1650년)은 몽골 외할하부의 자사그투칸부의 칸(재위:1596년 혹은 1610년 ~ 1650년)이었다. 게르센제 자라이르 콩타이지의 증손자, 라이호르 칸의 장남이다. 그는 확고한 반청주의자였으며 1638년 호르 부 공격과 1640년 몽골-오이라트 대 연합회의와 몽골-오이라트 법전 편찬에 참여했다.

## 생애
그의 초기 삶은 알려진 것이 없다. 외할하부의 동부지방 통치자였던 바얀다르 콩타이지의손자이자 라이호르 칸의 아들이었다. 1596년 그의 아버지에 이어 그는 외할하부 왕자들의 대집회에 의해 복드 자사그투 칸(Богд Засагт хан, 신성한 입법자 칸)의 칭호를 받았고 외할하부 7개 아이막의 실제 소유자가 되었다. 혹은 1610년의 일이라는 설도 있다. 그러나 그의 영향력은 외할하부 오른 쪽의 4개 지방에 한해서였다.
그는 외할하부의 오른쪽에 있는 4개의 지방을 직할령으로 삼고 자사그투칸부라 명명하였다. 1632년에 동몽골과 남몽골 지역을 차지한 만주족 청나라와 강화 조약을 체결하였다. 1638년에 그는 구 차하르부 영토에 진을 치고 있던 만주족을 상대로 원정을 벌였지만, 큰 성공을 거두지 못했다.
1638년 투시예트칸부 곤포도르지, 세첸칸부 슈루이와 등 외할하부 3칸은 청나라 홍타이지에게 조공을 바쳤다. 이를 구백지공(九白之贡)이라 부른다.
그는 확고한 반청주의자였으며 1638년 호르호트 부 공격에 참여했으나 실패했다. 1640년 몽골-오이라트 대 연합회의에 참가, 몽골-오이라트 법전 편찬, 승인에 참여했다. 1639년 그는 다른 외할하부 영주들을 소집, 자신의 패권을 확인하는 의회를 개최했다. 그러나 곧 투시예트칸부 칸의 도전을 받았고, 그는 투셰트 칸과의 싸움에서 그는 티베트 불교 겔룩파의 라마에 의존하기로 결정했다. 1640년 그는 공식적으로 불교를 받아들여 국교로 채택한다. 
그는 청나라를 상대로 여러 차례 싸웠고 1647년과 1650년에 군사를 이끌고 청나라에 점령당한 호르호트를 공격했으나 실패했다.
그는 신흥 청나라를 의심하고 칼카의 자주적 지위를 적극적으로 유지하려 했다. 1647년 비밀리에 익명으로 순치제와 서신을 주고 받았다. 1647년과 1650년에 서부 할하 몽골족의 수장으로서 그는 당시 중국의 많은 부분을 점령했던 청 제국으로부터 남부 몽골 영토를 되찾기 위해 군사를 이끌고 남부 몽골로 새로운 원정을 벌였다. 그러나 그는 패배하고 물러났다. 1650년에 사망했다. 일설에는 1655년에 사망했다는 설도 있다. 그의 뒤를 이어 비슈렐트 칸(Бишрэлт хан 경이로운 칸, 감동적인 칸이라는 뜻)이라는 칭호를 가진 그의 중간 아들 노로프가 뒤를 이었다.

## 같이 보기
- 자사그투칸부
- 할하부